# Messon
Messon é uma comuna francesa na região administrativa de Grande Leste, no departamento de Aube. Estende-se por uma área de 11,49 km². Em 2010 a comuna tinha 477 habitantes (densidade: 41,5 hab./km²).